# Vedanayagam Samuel Azariah

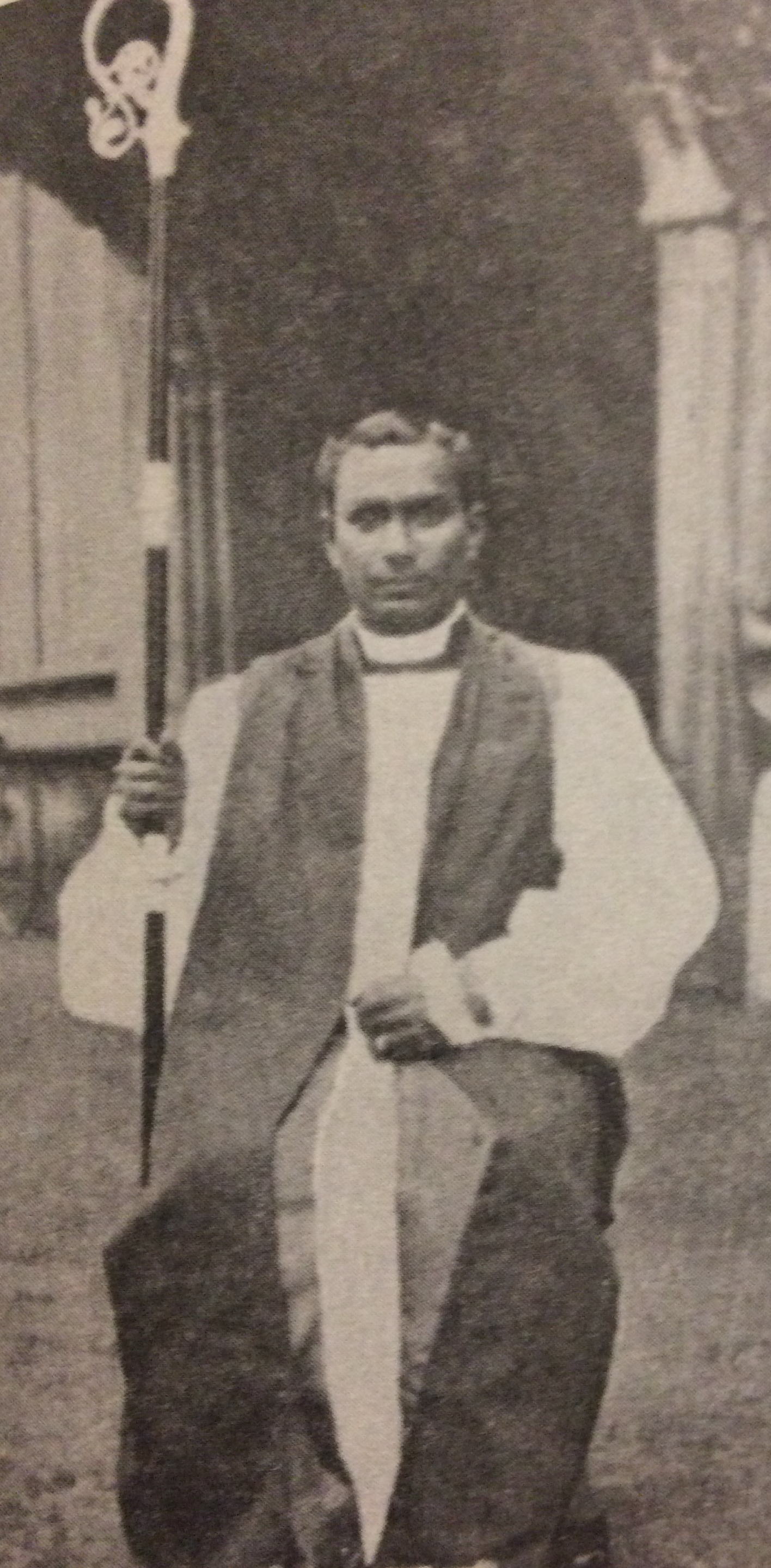
Azariah nach der Bischofsweihe 1912

Vedanayagam Samuel Azariah (* 1874 in Vellalan Vilai, Thoothukudi-Distrikt, Indien; † 1. Januar 1945 in Dornakal), auch geschrieben als Vedanayakam Samuel Azariah, war ein Pionier der ökumenischen Bewegung in Indien. Er war der erste indische Bischof in den Kirchen der Anglikanischen Gemeinschaft und wurde als Bischof der Diözese Dornakal im Dezember 1912 geweiht.

## Leben
Vedanayagam Samuel Azariah wurde 1874 in Indien geboren, in der Ortschaft Vellalan Vilai, im Thoothukudi-Distrikt (jetzt Tamil Nadu). Er war der Sohn des anglikanischen Pfarrers Thomas Vedanayagam und seiner Frau Ellen. Seinen Vater verlor Azariah schon in früher Jugend. Ausgebildet wurde er an christlichen Missionsschulen und im Madras Christian College.
Azariah heiratete Anbu Mariammal Samuel, eine Mitstudentin. Sie hatten sechs Kinder.
Im Jahr 1893, im Alter von neunzehn Jahren, wurde er Evangelist im Christlichen Verein junger Männer CVJM (Young Men Christian Association YMCA), und war Sekretär des CVJM in Südindien von 1895 bis 1909. Er erkannte die Notwendigkeit der Inkulturation der christlichen Mission. 1903 wurde er Mitbegründer der indischen Missionsgesellschaft (mit Sitz in Tinnevelly) und im Dezember 1905 war er einer der Gründer des National Missionary Society. Viele Jahre war er Vorsitzender des National Christian Council.
Im Jahr 1909 verließ er die CVJM-Arbeit, wurde zum anglikanischen Priester ordiniert und begann seine Missionsarbeit unter den Parias in Hyderabad. Azariah hatte ungewöhnliche Missionsmethoden. Wenn er eine Gemeinde besuchte, forderte er alle Getauften dazu auf, eine Hand auf den Kopf zu legen – Erinnerung an die Handauflegung bei der Taufe – und zu sprechen: Ich bin ein getaufter Christ, wehe mir, wenn ich das Evangelium nicht verkündige. (1.Kor.9,16)
1910 sprach er auf der Weltmissionskonferenz in Edinburgh über die Notwendigkeit indischer Kulturformen in der Mission und im Gottesdienst, kritisierte aber auch rassistische Umgangsformen weißer Missionare. Im Dezember 1912 wurde er als erster Bischof der anglikanischen Diözese Dornakal in Andhra Pradesh (heute im Bundesstaat Telangana) geweiht – der erste indische anglikanische Bischof in Indien. Als Bischof weihte er viele Inder zu anglikanischen Priestern, und 1936 weihte er die neue Epiphany Cathedral (Kathedrale der Erscheinung des Herrn) in Dornakal, die ganz im indischen Baustil errichtet worden war.
Azariah sah, dass die Sendung der Kirche ein Ausdruck ihrer Einheit sein sollte, und übernahm deswegen eine führende Rolle bei den Verhandlungen über die Bildung der Vereinigten Kirche von Südindien. Diese wurde dann 1947 gegründet, zwei Jahre nach seinem Tod.

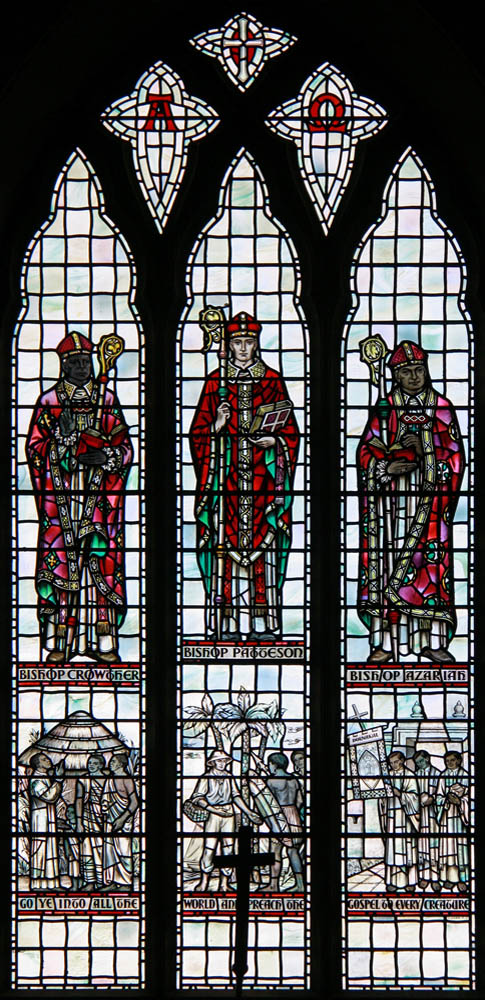
Azariah (rechts) auf einem kirchenfenster in St Mark’s (Bromley).

Zusammen mit Bischof Henry Whitehead schrieb er das Buch Christ in the Indian Villages (1930). 1936 wurde von ihm India and the Christian Movement veröffentlicht. Sein Buch Christian Giving, das 1954 erschien, wurde in mehrere Sprachen übersetzt. Er schrieb auch Artikel über die christliche Mission, z. B. Die Notwendigkeit der Einheit der Christen für die Missionierung der Welt und Die Ausbreitung des Christentums. Die Universität Cambridge zeichnete ihn 1920 mit der Ehrendoktorwürde aus.
Im Heiligenkalender der Church of England wird Azariahs am 2. Januar gedacht.